# Volksrichter
Als Volksrichter und -staatsanwälte wurden in der Sowjetischen Besatzungszone Deutschlands (SBZ) und in der DDR jene Juristen bezeichnet, deren fachliche Ausbildung nicht an den Universitäten, sondern an der ab 1946 errichteten Volksrichterschule bzw. Zentralen Richterschule der ostdeutschen Justizverwaltungen auf Landesebene anfänglich in mehrmonatigen, später verlängerten Lehrgängen erfolgte. Über 80 Prozent der deutschen Richter und Staatsanwälte hatten der NSDAP oder einer ihrer Unterorganisationen angehört. Die Volksrichterausbildung stellte ein Instrument dar, um der 1945 durch die Entnazifizierungsmaßnahmen der SBZ hervorgerufenen Personalnot im staatlichen Verwaltungsapparat begegnen zu können. In der SBZ wurden auf Befehl der SMAD im September 1945 im Gegensatz zu den anderen Zonen, sämtliche NSDAP-nahen Justizbediensteten entlassen.

## Zentrale Richterschule
Es bestanden zu Beginn der 1950er Jahre Einrichtungen der Zentralen Richterschule der fünf ehemaligen Länder der DDR/SBZ jeweils in:
- Bad Schandau für Sachsen,
- Gera-Roschütz für Thüringen,
- Halle (Saale) für Sachsen-Anhalt,
- Schwerin-Zippendorf für Mecklenburg und
- Potsdam-Babelsberg für Brandenburg.

Auch für Berlin war 1948 eine Volksrichterschule vorgesehen, doch ihre Einrichtung verzögerte sich, sodass eine Richterschule mit 70 Plätzen in Berlin-Mitte erst im April 1949 den Präsidenten der Deutschen Zentralverwaltung der Justiz (DJV) Max Fechner eröffnet wurde. Insgesamt wurden im Zeitraum von 1946 bis 1950 auf Landesebene fünf Lehrgänge durchgeführt, die Ausbildungsdauer verlängerte sich von zunächst sechs Monaten schrittweise bis auf schließlich zwei Jahre an der zentralen Richterschule. Parallel dazu wurde die Ausbildung von Juristen an den Hochschulen weiterbetrieben, doch erst als zu Beginn der 1950er Jahre die Transformation der Juristischen Fakultäten im Sinne der SED abgeschlossen war, wurden hier wieder Richter und Staatsanwälte in nennenswerter Zahl rekrutiert. Dies bedeutete gleichzeitig den Abschluss des Volksrichterprogramms, eine zwischenzeitlich von prominenten SED-Vertretern geforderte grundsätzliche Entakademisierung der Juristenausbildung vermochte sich nicht durchzusetzen.
In der Praxis erfolgte die neuartige Juristenausbildung von Anfang an im Spannungsfeld divergierender fachlicher und politischer Ambitionen. Während die deutschen Justizverwaltungsbehörden nach anfänglichem Zögern bald dazu übergingen, das Volksrichterprogramm entsprechend den eigenen fachlichen Vorstellungen zu verändern und auszubauen, beabsichtigte die KPD/SED, durch den Einsatz politisierter und nicht akademisch ausgebildeter Juristen den traditionell konservativ-autonomen Korpsgeist des Justizapparats zu zersetzen und entsprechend dem sowjetischen Vorbild eine Form sozialistischer Gesetzlichkeit zu schaffen.
Da die Sowjetische Militäradministration in Deutschland (SMAD) im Rahmen ihrer bis 1947 zurückhaltenden Deutschlandpolitik die KPD/SED in Justizangelegenheiten kaum unterstützte, stand bei den ersten Ausbildungslehrgängen eindeutig die fachliche Qualifizierung der Teilnehmer im Mittelpunkt. Erst im Verlauf des Jahres 1947 vermochte die SED-Führung – nun von der SMAD unterstützt – eine stärkere Politisierung der Unterrichtsinhalte durchzusetzen.
Dass die Volksrichter insgesamt ein wichtiges Instrument der einheitssozialistischen Machthaber zur Durchdringung des ostdeutschen Justizapparats und zur Durchsetzung ihres Herrschaftsanspruchs (z. B. in den Waldheimer Prozessen) darstellten, ist rückblickend nicht zu bestreiten. Daneben bleibt aber auch festzustellen, dass gerade in der Frühphase viele Beteiligte – Mitarbeiter der Justizverwaltungen, Dozenten und nicht wenige Teilnehmer der Lehrgänge – den überparteilich-antifaschistischen Reformansatz des Volksrichterprogramms in den Mittelpunkt stellten. Dies belegt nicht zuletzt der Verlauf zahlreicher Volksrichterkarrieren, die bereits nach wenigen Jahren im Streit mit den neuen Machthabern – und mitunter anschließender „West-Flucht“ – endeten.